# HLA-DRB1
Antígeno de histocompatibilidade HLA classe II, cadeia beta DRB1, é uma proteína que em humanos é codificada pelo gene HLA-DRB1. DRB1 codifica a subunidade beta mais prevalente de HLA-DR. Os alelos DRB1, especialmente aqueles que codificam alterações na sequência de aminoácidos nas posições 11 e 13, estão associados ao risco de artrite reumatoide.

## Função
A proteína codificada por este gene pertence aos parálogos da cadeia beta HLA de classe II. A molécula de classe II é um heterodímero que consiste em uma cadeia alfa (DRA) e uma beta (DRB), ambas ancoradas na membrana. Desempenha um papel central no sistema imunológico, apresentando peptídeos derivados de proteínas extracelulares às células T auxiliares. As moléculas de classe II são expressas constitutivamente em células apresentadoras de antígenos profissionais (APC: linfócitos B, células dendríticas, macrófagos), e podem ser induzidas em APCs não profissionais. Há evidências de que está associado à redução da gravidade da doença COVID-19.